# Конотопи (струмок)
Конотопи — струмок в Україні, у Шепетівському районі Хмельницької області. Ліва притока Цмівки, (басейн Прип'яті).

## Опис
Довжина струмка приблизно 5,61 км, найкоротша відстань між витоком і гирлом — 3,14 км, коефіцієнт звивистості річки — 1,79. Частково каналізований.

## Розташування
Бере початок на північній стороні від села Мальованка у хвойному лісі та заболоченій місцині. Тече переважно на північний схід через хвойний ліс та заболочену місцину і на південно-східній околиці села Конотоп впадає у річку Цмівку, ліву притоку Смілки.
Населені пункти вздовж берегової смуги: Савичі, Купине.

## Цікавий факт
- Неподалік від витоку струмка розташований регіональний ландшафтний парк Мальованка[2].